# Coppa del mondo di arrampicata 1996
La Coppa del mondo di arrampicata 1996 si è disputata dal 19 settembre al 15 dicembre, nell'unica disciplina lead.

## Tappe
La Coppa si è disputata su 3 gare.
| # | Data         | Città        | Nazione  |
| - | ------------ | ------------ | -------- |
| 1 | 19 settembre | Ekaterinburg | Russia   |
| 2 | 24 novembre  | Kranj        | Slovenia |
| 3 | 15 dicembre  | Graz         | Austria  |

## Classifica maschile lead
| Pos.                                                                        | Atleta               | RUS      | SLO      | AUT     | Punti       |
| --------------------------------------------------------------------------- | -------------------- | -------- | -------- | ------- | ----------- |
| 1                                                                           | Arnaud Petit         | 4        | 1        | 1       | 255         |
| 2                                                                           | François Petit       | 1        | 2        | 3       | 245         |
| 3                                                                           | Cristian Brenna      | 3        | 4        | 2       | 200         |
| 4                                                                           | Luca Zardini         | 2        | 7        | 4       | 178         |
| 5                                                                           | François Legrand     | 6        | 5        | 11      | 129         |
| 6                                                                           | Elie Chevieux        | 7        | 17       | 7       | 104         |
| 7                                                                           | David Caude          | 15       | 3        | 42      | 87          |
| 8                                                                           | Paul Dewilde         | 8        | 15       | 15      | 84          |
| 8                                                                           | Aljosa Grom          | 9        | 55       | 6       | 84          |
| 10                                                                          | Christian Bindhammer | 37       | 8        | 7       | 83          |
| Pos.                                                                        | Atleta               | RUS      | SLO      | AUT     | Punti       |
| \| Legenda \| 1º posto \| 2º posto \| 3º posto \| A punti \| Senza punti \| |                      |          |          |         |             |
| Legenda                                                                     | 1º posto             | 2º posto | 3º posto | A punti | Senza punti |

## Classifica femminile lead
| Pos.                                                                        | Atleta           | RUS      | SLO      | AUT     | Punti       |
| --------------------------------------------------------------------------- | ---------------- | -------- | -------- | ------- | ----------- |
| 1                                                                           | Liv Sansoz       | 1        | 3        | 1       | 265         |
| 2                                                                           | Laurence Guyon   | 2        | 1        | 2       | 260         |
| 3                                                                           | Stéphanie Bodet  | 4        | 5        | 3       | 171         |
| 4                                                                           | Natalie Richer   | 8        | 4        | 4       | 150         |
| 5                                                                           | Marie Guillet    | 6        | 8        | 5       | 138         |
| 6                                                                           | Elena Choumilova | 3        | 12       | 8       | 133         |
| 7                                                                           | Muriel Sarkany   |          | 2        | 5       | 131         |
| 8                                                                           | Cecile Avezou    | 5        | 9        | 10      | 122         |
| 9                                                                           | Marietta Uhden   | 7        | 7        | 13      | 112         |
| 10                                                                          | Martina Cufar    | 11       | 6        | 14      | 102         |
| \| Legenda \| 1º posto \| 2º posto \| 3º posto \| A punti \| Senza punti \| |                  |          |          |         |             |
| Legenda                                                                     | 1º posto         | 2º posto | 3º posto | A punti | Senza punti |